# Acrothecium nigrum
Acrothecium nigrum är en svampart som beskrevs av Cif. 1929. Acrothecium nigrum ingår i släktet Acrothecium, divisionen sporsäcksvampar och riket svampar.   Inga underarter finns listade i Catalogue of Life.